# Maison de Poméranie
La maison de Poméranie ou parfois maison des Griffon  (en allemand : Greifen, en polonais : Gryfici, en anglais : Griffins...) était une dynastie ayant régné sur le duché de Poméranie à partir du XIIe siècle jusqu'en 1637. Elle est issue de Warcislaw Ier († 1135), premier souverain historique du duché. Leur nom allemand « Greifen » est utilisé par la dynastie après le XVe siècle
Le membre le plus célèbre de cette lignée est Éric de Poméranie, seul monarque de l'union de Kalmar, formée par les trois royaumes scandinaves de Danemark, Suède et Norvège en 1397. Le dernier duc de Poméranie fut Bogusław XIV, mort pendant la guerre de Trente Ans en 1637, ce qui entraîne la partition de son duché entre l'Empire suédois et l'État de Brandebourg-Prusse. La sœur de Bogusław, Anne de Poméranie, dernière de la famille, est morte quant à elle en 1660.

## Nom de la dynastie

Les grandes armoiries de Poméranie au début du XVIe siècle.

La dynastie est connue sous deux noms : « Poméranie », celui de son fief, et en allemand celui de « Griffon », d'après leur blason qui représentait un griffon depuis la fin du XIIe siècle. La première utilisation connue du griffon dans l'héraldique de la dynastie apparait dans le sceau des ducs Bogusław II et Casimir II de Poméranie, qui arbore l'animal fictif sur son bouclier et figure attaché à un acte de donation en faveur de la cathédrale de Colberg en 1194, Un griffon rouge était le drapeau de la lutte du duc Casimir V de Poméranie à la bataille de Grunwald en 1410.
Le nom de Poméranie est dérivé du slave po more (mentionné en latin : longum mare dans le Dagome Iudex vers 1080) qui signifie « [pays] le long de la mer ». Un premier duc Siemomysł de Poméranie (Zemuzil Bomeraniorum) fut évoqué dans les annales de l’abbaye de Niederaltaich en 1046. 

## Origine et lignées
Les origines de la maison des Griffon ne sont pas clairement établies. Plusieurs théories la font descendre de la noblesse slave locale  ou d'une branche cadette de la dynastie polonaise des Piast,. Le chroniqueur médiéval polonais Jan Długosz (1415-1480) les rattache à la noble famille de la szlachta Gryfic ou Świebodzice (notamment Jaksa Gryfita), originaire de la province du sud de la Pologne dite Petite-Pologne, qui arbore également un griffon dans ses armoiries. Au XVIIe siècle, les ducs de Poméranie tracent leur lignée à partir d'un personnage de la mythologie des Sorabes Gryphus ou Baltus. 

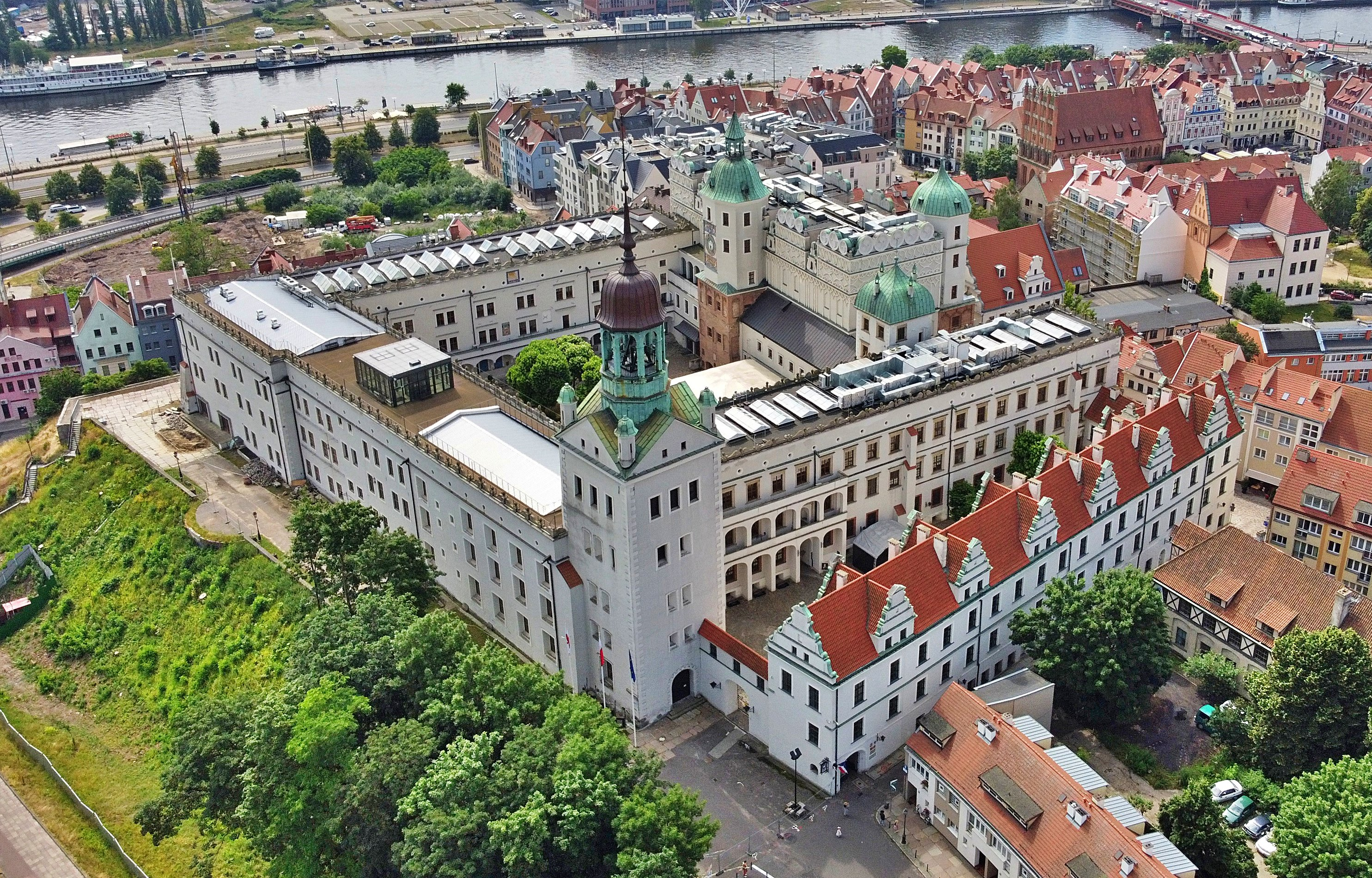
Le château ducal de Szczecin.

Les premiers membres connus de la dynastie sont les frères Warcisław Ier et Racibor Ier, sans doute fils du duc Świętopełk de Poméranie. Warcisław a régné à Stetin (Szczecin) ; il est l'ancêtre des lignées de ducs de Poméranie jusqu'à l'extinction de la dynastie en 1637. En 1121, il devait se soumettre aux forces du duc Boleslas III de Pologne ; probablement avec le soutien des Polonais, il a étendu son autorité sur les rives occidentales de l'Oder jusqu'à la forteresse de Demmin sur la Peene. Sous sa seigneurie, l'évêque Othon de Bamberg fit deux voyages de mission pour évangéliser les Poméraniens. Warcisław lui-même fut assassiné par des païens vers 1148.
Son frère cadet Racibor exercait la tutelle des fils mineurs de Warcisław ; il a fondé l'abbaye de Stolpe au site de l'assassinat sur la Peene. Il devient l'ancêtre de la branche dite les « Ratiborides » qui règnent sur la région de Slawno (en allemand : Schlawe) et de Słupsk (Stolp) dans la Poméranie ultérieure jusqu'à l'extinction de la lignée avec la mort du duc Racibor II vers 1227. Après des conflits avec les ducs de la Poméranie orientale (« Samborides »), descendants du duc Subisław Ier à Dantzick (Gdańsk), ses domaines sont incorporés dans le duché de Poméranie. Il existe une autre lignée dite des « Swantiborides », qui exerce des fonctions de castellans dans plusieurs cités poméraniennes représentée notamment par Warcisław Świętoborzyc  († 1196) dont la descendance se poursuit jusqu'à un certain Casimir mort vers 1277.
Les descendants de Warcisław Ier étaient sous pression du duc Henri de Saxe et du royaume de Danemark. Après une défaite essuyée par les forces unies des Poméraniens et des Abodrites lors d'une bataille à Verchen en 1164, ils  devinrent les vassaux de Henri. En 1181, après la chute du duc de Saxe, le duché de Poméranie a été inféodé de l'empereur Frédéric Barberousse au duc Bogusław Ier, appelé dux slavorum. Quelques années plus tard, toutefois, il a dû jurer son obéissance au roi Knut VI de Danemark. Seulement après la défaite des Danois à la bataille de Bornhöved en 1227, le duché de Poméranie est de nouveau relié au Saint-Empire.

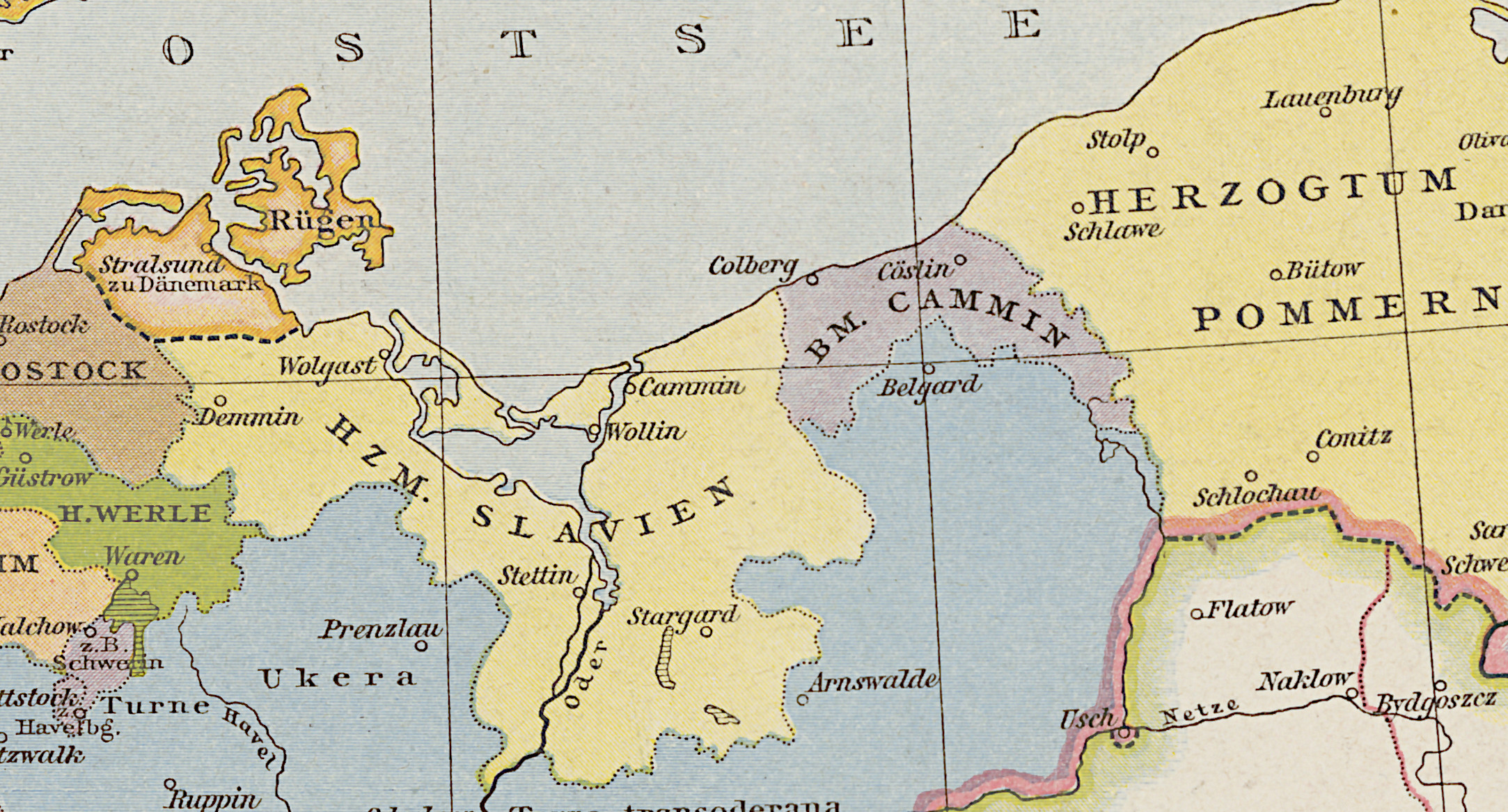
Le duché de Poméranie (Slavien) et l'évêché de Cammin vers l'an 1250.

Pendant des siècles, les margraves de Brandebourg prétendaient la suprématie sur la Poméranie ; par conséquent, les ducs ont perdu une grande partie de leurs domaines au sud, dont la seigneurie de Stargard et l'Uckermark. Le duc Barnim Ier le Bon († 1278) a favorisé la colonisation germanique. À partir de 1295, le duché est divisé en deux parties gouvernés par les lignées de Stetin et de Wolgast. Au XIVe siècle, le duc Barnim III de Poméranie-Stetin a maintenu des relations étroites avec l'empereur Charles IV qui conféra l'immédiateté impériale aux ducs et se maria à Élisabeth de Poméranie, fille du duc Bogusław V, en 1363 ; le futur empereur Sigismond de Luxembourg est né de cette union. Le duc Casimir V, petit-fils de Barnim III, combattit aux côtés des Teutonique à la bataille de Grunwald en 1410. En 1456, le duc Warcisław IX de Poméranie-Wolgast a fondé l'université de Greifswald.
Au début des temps modernes, la seigneurie des Griffon était consolidée et l'immédiateté impériale est également reconnue par le Brandebourg. Depuis 1478, le duc Bogusław X de Poméranie fut le seul souverain d'un duché réuni. Ses fils Georges Ier et Barnim IX gouvernent le duché en commun ; toutefois, à la mort de Georges en 1532, son fils Philippe Ier a reçu le domaine à l'ouest de l'Oder autour de Wolgast. Les ducs protestants ont souscrit la ligue de Smalkalde ; Philippe lui-même épousa Marie de Saxe, fille de l'électeur Jean le Constant, en 1536. Ses fils se partagèrent la Poméranie une fois de plus : Jean-Frédéric, l'aîné, résida à Stetin, Ernest-Louis, le troisième, a reçu la seigneurie de Wolgast après la renonciation au droit de succession de son frère Bogusław XIII. À partir de 1566, les Griffon régnaient également sur l'évêché de Cammin.
Au début du XVIIe siècle, Philippe II, fils de Bogusław XIII résida à Stetin, et Philippe-Julius, fils d'Ernest-Louis, régna sur les domaines de Wolgast, ainsi que François de Poméranie, le second fils du duc Bogusław XIII, fut administrateur de l'évêché de Cammin. À la mort de Philippe II en 1618, Stetin passa aux mains de François et son frère cadet Ulrich devient administrateur à Cammin. François meurt en 1620 et Ulrich est mort deux ans après ; leur seul frère survivant Bogusław XIV a réuni leurs territoires sous son règne. En 1625, il hérita également la seigneurie de Wolgast. Le seul et aussi le dernier duc de Poméranie, il meurt le 10 mars 1637 sans laisser de descendants. 
Le règne des Griffon fût arrivé à son terme. Par les traités de Westphalie signés en 1648, le duché de Poméranie est divisé entre l'Empire suédois (c'est-à-dire la Poméranie suédoise) et le Brandebourg-Prusse (la province de Poméranie). Néanmoins, le neveu de Bogusław XIV, Ernest Bogislaw de Croÿ, fut administrateur protestant de Cammin et gouverneur de la Poméranie occidentale pour le compte de l'électeur de Brandebourg jusqu'en 1678.

## Éponymie
Ranunculus gryphum est une micro-espèce des renoncules tête-d’or, connue de la Poméranie polonaise, nommée en honneur de la dynastie (latin : Gryphes, génitif Gryphum),.